# Зелёный Юрий

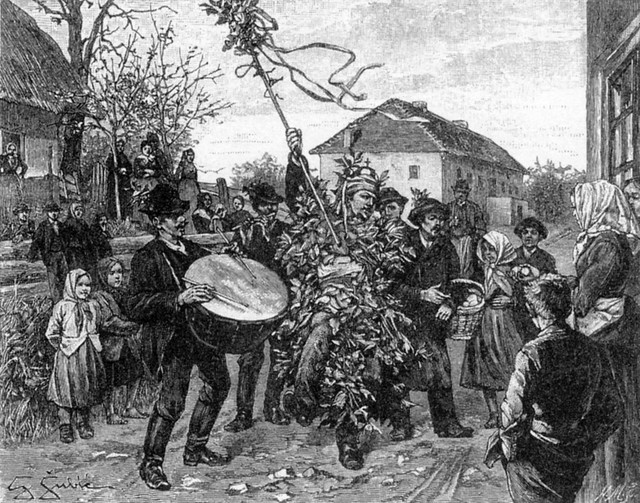
Ю. Шубиц. Обход «Зелёного Юрия» в Штирии. 1890

Зелёный Юрий — главный персонаж одноимённого молодёжного обходного обряда, совершаемого накануне или в день св. Юрия у хорватов и словенцев.

## Южнославянские обряды
Обряд распространён в северо-западной Хорватии и в части областей Словении (Бела краина, Доленьско, Халозе, Штирия, Каринтия) и чаще всего сводится к вождению (словен. Jurja vodit) главного  обрядового персонажа (хорв. Zeleni Juraj, Juraj, Zeleni Dura, zelenjak, словен. Zeleni Jurij. sv, Šent jurja, Jurač, Jurek, vesnik и др.), для которого с песнями собирают по домам подарки.
Названия дружины, состоящей из двух-трёх, пяти или более человек, в основном связаны с названием самого праздника: хорв. zeleni Juraj, jurjaši, jurjevčani, đurđari, словен. šentajurjaši и т. п. В её состав обязательно входит сборщик продуктов (хорв. sluga или košarac), несущий корзину. Участники обхода — мальчики или юноши, реже — девушки. Обряд имеет продуцирующий и охранительный характер, что связано с магической силой, приписываемой зелени, веткам, которые составляют убранство ряженого.  В северо-хорватских областях элементы ритуала (обливание водой украшенного зеленью участника) сближают его с обрядом Додола.
Словенцы Помурья во время обряда пели:
Зелёного Юрия водим, 

Масло и яйца просим, 

Бабу Ягу прогоняем, 

Весну рассыпаем!
Оригинальный текст (словенск.)Zelenega Jurja vodimo,

Maslo in jajca prosimo,

Ježi-babo zganjamo,

Mladoletje trošimo!

У сербов Славонии в ночь накануне Юрьева дня мужчины плели огромную корзину из зелени, покрывали её сплошь зеленью, венками и, перевернув днищем вверх, надевали на голову и плечи человека, который в таком виде носил корзину по селу. Процессия состояла из пеших и конных мужчин, украшенных цветами, причём некоторые из них трубили в трубы и играли на других музыкальных инструментах. Они останавливались перед каждым домом, где исполняли юрьевские песни, в которых сообщалось о прибытии «Зелёного Юрия», а хозяева в ответ награждали их и обливали водой из подойника.